# Ponzio Proculo Ponziano
Ponzio Proculo Ponziano (latino: Pontius Proculus Pontianus; fl. 238-241) è stato un senatore e politico romano.
Il consolare Tiberio Ponzio Ponziano, legato dell'imperatore Eliogabalo, era probabilmente suo padre o era comunque imparentato con lui. Qualche tipo di relazione familiare esisteva anche con Giunio Ponzio Proculo, che possedeva un latifondo nei pressi di Filippi in Macedonia — forse la zona d'origine dei Pontii Proculi.
Ponzio divenne console nel 238; in seguito fu praeses della Germania superior, dove è attestato il suo restauro della conduttura dell'acqua del fortilizio orientale di Öhringer nel 241.